# لیگ برتر هندبال ایران ۱۳۹۱
لیگ برتر هندبال ایران یک لیگ حرفه‌ای هندبال است که میان تیم‌های ایرانی توسط فدراسیون هندبال ایران برگزار می‌شود، این مسابقات با شرکت ۱۰ تیم برگزار می‌شود.
باشگاه هندبال ثامن‌الحجج سبزوار، فولاد مبارکه سپاهان و باشگاه هندبال ثامن‌الحجج مشهد سه تیم مدعی قهرمانی در این فصل از لیگ بودند.

## باشگاه‌های حاضر در لیگ برتر هندبال
| باشگاه              | شهر    | سالن     | ظرفیت |
| ------------------- | ------ | -------- | ----- |
| ثامن‌الحجج سبزوار    | سبزوار | سربداران | ۴٬۰۰۰ |
| ثامن‌الحجج مشهد      | مشهد   |          |       |
| ستاره فروغ کرمان    | کرمان  |          |       |
| شهرداری ارومیه      | ارومیه |          |       |
| شهرداری تبریز       | تبریز  |          |       |
| صنعت مس کرمان       | کرمان  |          |       |
| فولاد مبارکه سپاهان | اصفهان | سجادی    |       |
| کاسپین قزوین        | قزوین  |          |       |
| نیروی زمینی         | تهران  |          |       |
| هپکو اراک           | اراک   |          |       |

- در میانه برگزاری لیگ، فدراسیون هندبال تیم شهرداری ارومیه را علت انجام تخلفات مکرر از لیگ برتر کنار گذاشت.[۱]
- در پایان برگزاری لیگ، فدراسیون هندبال تیم فولاد مبارکه سپاهان را به دلیل «عدم حضور این تیم مقابل نیروی زمینی تهران در هفته پایانی لیگ برتر و عدم تمکین از درخواست کتبی فدراسیون مبنی بر حاضر شدن در مسابقه هفته آخر» از جدول کنار گذاشت.[۲]

## جدول پایانی لیگ
|   | باشگاه           | بازی | برد | مساوی | باخت | گل زده | گل خورده | تفاضل گل | امتیاز |
| - | ---------------- | ---- | --- | ----- | ---- | ------ | -------- | -------- | ------ |
| ۲ | ثامن‌الحجج سبزوار | ۱۴   | ۱۳  | ۰     | ۱    | ۳۷۷    | ۲۸۴      | ۹۳+      | ۲۶     |
| ۱ | ثامن‌الحجج مشهد   | ۱۴   | ۱۲  | ۰     | ۲    | ۴۱۵    | ۳۲۱      | ۹۴+      | ۲۴     |
| ۳ | صنعت مس کرمان    | ۱۴   | ۵   | ۳     | ۶    | ۳۴۰    | ۳۳۸      | ۲+       | ۱۳     |
| ۴ | شهرداری تبریز    | ۱۴   | ۵   | ۳     | ۶    | ۳۴۸    | ۳۷۰      | ۲۲−      | ۱۳     |
| ۵ | نیروی زمینی      | ۱۴   | ۵   | ۲     | ۷    | ۳۸۲    | ۴۱۷      | ۳۵−      | ۱۲     |
| ۶ | هپکو اراک        | ۱۴   | ۵   | ۱     | ۸    | ۳۷۷    | ۳۴۳      | ۶−       | ۱۱     |
| ۷ | کاسپین قزوین     | ۱۴   | ۳   | ۳     | ۸    | ۳۳۶    | ۳۸۸      | ۵۲−      | ۹      |
| ۸ | ستاره فروغ کرمان | ۱۴   | ۱   | ۲     | ۱۱   | ۲۹۵    | ۳۶۹      | ۷۴−      | ۴      |

|  | راهیابی به مسابقات آسیایی |
|  | سقوط به دسته پایین‌تر      |